# 常盤町 (町田市)
常盤町（ときわまち）は、東京都町田市の町名。「丁目」の設定のない単独町名である。郵便番号は194-0213。

## 地理
町田市の西部に位置する。東で下小山田町・忠生、南で矢部町・根岸町飛地・神奈川県相模原市中央区上矢部、西で小山町、北で小山田桜台、上小山田町と隣接する。

### 河川
- 境川 - 相模原市との都県境付近を流れる。

### 地価
住宅地の地価は、2014年（平成26年）1月1日の公示地価によれば、常盤町字二十三号3253番4外の地点で9万8000円/m2となっている。

## 歴史

### 地名の由来
永禄の頃には既にこの地名が使われていたが、地名の詳しい由来についてはわかっていない。

### 沿革
- 1957年（昭和32年） - 忠生村大字上小山田の一部が、忠生村大字常盤となる。
- 1958年（昭和33年）2月1日 - 町田町、忠生村、鶴川村、堺村が対等合併し、町田市常盤町となる。

## 世帯数と人口
2018年（平成30年）1月1日現在の世帯数と人口は以下の通りである。
| 町丁   | 世帯数    | 人口    |
| ------ | --------- | ------- |
| 常盤町 | 1,982世帯 | 4,657人 |

## 小・中学校の学区
市立小・中学校に通う場合、学区は以下の通りとなる。
| 番地 | 小学校                 | 中学校               |
| ---- | ---------------------- | -------------------- |
| 全域 | 町田市立小山田南小学校 | 町田市立小山田中学校 |

## 交通

### 鉄道
JR横浜線矢部駅もしくは淵野辺駅が最寄駅である。

### 路線バス
神奈川中央交通により、以下の路線が運行されている。
- 「常盤」バス停留所から淵野辺駅北口行き、町田バスセンター・町田ターミナル行き、橋本駅北口行き（一部便は多摩境駅経由）などがある。
- 「唐沢」バス停留所から淵野辺駅北口行き、町田バスセンター行きなどがある。

### 道路
- 東京都道47号八王子町田線（町田街道）
- 桜台通り
  - 小山田隧道
- 尾根緑道

## 施設

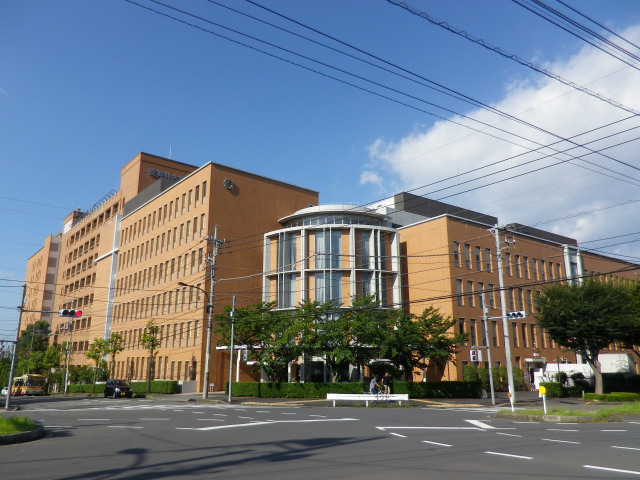
桜美林大学

教育
- 中学校
  - 桜美林中学校
- 高等学校
  - 桜美林高等学校
- 大学
  - 桜美林大学

警察
- 町田警察署 常盤駐在所

病院
- 常盤病院

商業
- コープみらい ときわ店